# Katona Attila (író)
Katona Attila (Szombathely, 1971. január 15. –) magyar sci-fi-író.

## Élete
Már fiatal korában elkezdett sci-fi-regényeket írni. A Kincskereső irodalmi folyóiratban több irodalmi pályázatot is nyert az 1980-as években, miközben megírta első 4 regényét, köztük a később szépirodalmi elismerésekben részesült Csillaghullás-trilógia első, Kiválasztottak c. kötetét (1985), valamint a Space Conquerors-sorozat 3 könyvbe összefűzött novellafüzérét, illetve az őket követő első teljes regényt.
Barátaival megalapította és az első időkben vezette a szombathelyi Galaktika Baráti Kört, vendégül látták többek között Kuczka Pétert, sci-fi-klubot szervezett, felolvasó esteken segítette más érdeklődők szárnypróbálgatásait, közben több művet is írt. Az 1980-as években hivatásos irodalmárok, köztük a szombathelyi Nagy Lajos Gimnázium irodalomtanára, Pataki Zsuzsa támogatta tehetségének kibontakoztatását.
A főiskolai évek után már munka mellett kezdett kiadót keresni műveinek. Így került 1995-ben a Kiválasztottak c. mű az akkor híres és elismert, nemzetközi műveket megjelentető Valhalla Páholy birtokába, amely a szerző engedélye nélkül gyorsan kiadta a hozzájuk elvitt piszkozatot "Murray B. Lyndon" pseudonymen. Más kiadók inkább ötleteket loptak a hozzájuk különböző úton-módon eljutott kéziratokból saját szerzőik számára (ezek az azóta megjelent könyveken, sorozatokon tetten érhetőek).
A Csillaghullás c. tudományos-fantasztikus trilógiájával 1997-ben megnyerte a Minerva Kiadó országos szépirodalmi pályázatát, valamint a Minerva díj mellett elnyerte a nemzeti Ifjúsági Alapprogram különdíját, amelyet a Művelődési minisztérium államtitkára, Koncz István adott át. Még ebben az évben újra megjelent a Kiválasztottak, valamint 2 év múlva folytatása, a Fekete tűz c. sci-fi-regény is. Az idealista-romantikus sci-fi-sorozat az irodalmi mellett az olvasók elismerését is elnyerte. Könyvei ezután kisebb példányszámban jelentek meg, azóta is a gyűjtők féltett kincsei.
2003-2004-ben a szerző négermunkát végzett Jáksó László és Fehér Tamás számára, ezek a thrillerek a médiaszemélyiség Thomas White nevén jelentek meg Büntetlenül, illetve Halálos sóhajok, érzéki sikolyok címmel. A szerző szerkesztőként szerepel az említett művekben, amelyek apróbb részletekben más közreműködők keze nyomát is viselik. A Csillaghullás sorozat kalózbázisa és az egyik oldalán sérült kalózvezér a nagyrészt Magyarországon készült Halo sorozatban is megjelenik.
A szerző saját könyveinek reneszánsza 2012-ben jött el, ekkor jelent meg egyben a teljes, kibővített Csillaghullás eposz mind a 7 kötete, majd további kötetei jelentek meg 2014-ben és 2015-ben is, melyek közül több a klasszikus (Pionírok sorozat, A hetedik nap), néhány a modern (Kalkulált kockázat, Prédavilág, Elfeledett árnyak bolygója) sci-fi-t képviseli, míg az idealista-romantikus űr-fantasy vonalat folytatja a Csillaghajnal-trilógia, valamint különböző műfajú (sci-fi, horror, misztikus) novellákat tartalmaz a Különös utazás (későbbi, bővített kiadásban "Horizont") c. válogatáskötet.
2016-os megjelenései (új kiadások): A hetedik nap (2. kiadás), Halálfutam (2. kiadás), Horizont (2. kiadás), Prédavilág (2. kiadás), Space Conquerors sorozat, TSP: Csillaghullás 1. – Kiválasztottak (4. kiadás), TSP: Csillaghajnal 1. – Vérzivatar (2. kiadás)
2017-ben befejezte a Csillaghajnal trilógiát is "Az univerzum eljövetele", illetve a "Túl a végtelenen" c. művekkel.
Könyvei 2016-tól 2017-ig a Szülőföld kiadó gondozásában jelentek meg.
2018-ban megjelent a Prédavilág-trilógia 2-3, a Space Conquerors sorozat "Láthatatlan háború" c. kötete, valamint egy Time, Space & Power spin-off trilógia is "Csillagmély" címmel.
Honlapjának helyes elérhetősége: http://facebook.com/katonaattilairo

## Művei
- Space Conquerors – Pionírok az űrben (1983)
- Time, Space & Power – Csillaghullás 1: Kiválasztottak (1985)
- Különös utazás / Horizont (1986)
- Space Conquerors – Pionírok a Földön (1987)
- Space Conquerors – Pionírok a galaxisban (1987)
- Space Conquerors – A jövő háborúja (1989)
- Murray B. Lyndon: Csillaghullás; Neotek, Bp., 1995
- Time, Space & Power – Csillaghullás 2: Fekete tűz (1996)
- Time, Space & Power – Csillaghullás 3: Ősidők árnyai (1996)
- Time, Space & Power – Csillaghullás 4: Csillagéj (1997)
- Time, Space & Power – Csillaghullás 5: Az aranykor örökösei (1997)
- Time, Space & Power – Csillaghullás 6: A sötétség követe (1998)
- Time, Space & Power – Csillaghullás 7: Végjáték (1998)
- Preyworld 1: Prédavilág (2001)
- Büntetlenül (2003)
- A hetedik nap (2003)
- Halálos sóhajok, érzéki sikolyok (2004)
- Halálfutam (2004)
- Time, Space & Power – Csillaghajnal 1: Vérzivatar (2010)
- Space Conquerors: Kalkulált kockázat (2012)
- Space Conquerors: Elfeledett árnyak bolygója 1-2. (2013)
- Time, Space & Power – Csillaghajnal 2.: Az Univerzum eljövetele (2016)
- Time, Space & Power – Csillaghajnal 3.: Túl a végtelenen (2017)
- Time, Space & Power – Csillagmély: Kincskereső (2017)
- Space Conquerors – Space Wars 1: Láthatatlan háború (2017)
- Preyworld 2: Vadászterület (2018)
- Preyworld 3: Leszámolás (2018)
- Time, Space & Power – Csillagmély: A galaxis gyermekei (2018)
- Time, Space & Power – Csillagmély: Vándor (2018)
- Space Conquerors – Space Wars 2: Rettegés (2019)
- Space Conquerors – Space Wars 3: Sötét remény (2020)
- A végső ajándék (2020)
- A másvilágok (2020)
- Time, Space & Power – Csillagmély: Halálfutam az űrben (2021)
- A kövek titka (2021)
- Árnyjáték (2021)
- Space Conquerors – Space Wars 4: Végtelenül idegen (2022)
- Space Conquerors: A haldokló csillag átka (2022)